# Gonzalo Bazallo
Gonzalo Bazallo, vollständiger Name Gonzalo Javier Bazallo Strada, (* 29. April 1986 in Montevideo oder San Antonio) ist ein ehemaliger uruguayischer Fußballspieler.

## Karriere
Der je nach Quellenlage 1,75 Meter oder 1,76 Meter große Offensivakteur gehörte mindestens von der Apertura 2006 bis zur Clausura 2011 dem Kader des in Montevideo beheimateten Club Atlético Bella Vista an. Sein Verein stieg 2009 in die Segunda División ab, kehrte jedoch bereits im Folgejahr in die höchste uruguayische Spielklasse zurück. In der Saison 2010/11 bestritt er 16 Partien in der Primera División, ein Tor erzielte er nicht. Im September 2011 schloss er sich dem Zweitligisten Club Atlético Atenas aus San Carlos an. Im August 2012 wechselte er zum Club Atlético Rentistas, mit dem er am Saisonende aufstieg. 2013/14 lief er bei dem ebenfalls in Montevideo ansässigen Verein in 28 Erstligabegegnungen (ein Tor) auf. In der Spielzeit 2014/15 wurde er 27-mal (kein Tor) in der höchsten uruguayischen Spielklasse und zweimal (kein Tor) in der Copa Sudamericana 2014 eingesetzt. Mitte Juli 2015 schloss er sich auf Leihbasis dem brasilianischen Zweitligisten Botafogo FR an. Ohne Pflichtspieleinsatz bei den Brasilianern wechselte er im Februar 2016 in die Dominikanische Republik zu Universidad O&M FC. Ab Ende Januar 2017 gehörte er wieder dem Kader von Atenas an. Die Spielzeiten 2018 und 2019 verbrachte er beim Club Sportivo Cerrito, 2020 beim Albion FC und 2021 bei Rampla Juniors. 2022 scheint Bazallo ohne Kontrakt gewesen zu sein und im Folgejahr tauchte er noch beim Club Atlético Basáñez auf, ohne zu Einsätzen gekommen zu sein. Seitdem sind keine weiteren Anstellungen mehr bekannt.